# Медаль «Заслуженным на поле Славы»
Медаль «Заслуженным на поле Славы» — государственная награда Польской Народной Республики.

## История
Медаль «Заслуженным на поле Славы» учреждена распоряжением Главного командования 1-го Польского корпуса в СССР от 6 ноября 1943 года и Декретом Польского комитета национального освобождения от 22 декабря 1944 года. Этим же Указом учреждено Положение о медали и её описание.
Согласно Положению, медалью награждаются военнослужащие рядового, сержантского и офицерского состава Народного Войска Польского, «…которые в борьбе с врагами родины своими умелыми, инициативными и смелыми действиями, сопряженными с риском для жизни, содействовали успеху боевых действий на фронте».
Медаль «Заслуженным на поле Славы» имеет три степени: золотая, серебряная и бронзовая медаль. Высшей степенью является золотая медаль.
Медаль «Заслуженным на поле Славы» имела довольно высокий ранг и награждение ею считалось весьма почётным. Следует отметить, что заслужить золотую медаль «Заслуженным на поле Славы» было крайне сложно. Для этого необходимо было: в воздушном бою сбить два вражеских самолёта; состоя в экипаже танка, уничтожить не менее трёх танков или трёх орудий противника; из личного оружия (карабина или винтовки) уничтожить до 100 солдат и офицеров противника.
Первое награждение медалью «Заслуженным на поле Славы» состоялось 6 ноября 1943 года. Первыми награждёнными стали 185 солдат и офицеров 1-й Польской пехотной дивизии им. Т. Костюшко, отличившихся в боях под деревней Ленино 12-13 октября 1943 года. Золотой медалью было награждено 8 человек, серебряной — 65 человек и бронзовой — 112 человек.
В первые послевоенные годы в Положение о медали было внесено дополнение, согласно которому этой медалью могли быть награждены воины Корпуса внутренней безопасности «…за заслуги по обеспечению спокойствия и правопорядка внутри страны».
Награждение золотой медалью «Заслуженным на поле Славы» было прекращено в 1945 году, серебряной и бронзовой — в 1992 году.

## Положение
Согласно Положению о медали от 22 декабря 1944 года награждение производилось:
- золотой медалью: за выдающиеся заслуги, мужество и героизм, проявленные непосредственно на поле боя, с риском для жизни;
- серебряной медалью: за образцовое выполнение боевого задания командования, способствующего успешному проведению боевой операции;
- бронзовой медалью: за смелые инициативные действия в бою, в результате которых достигнут успех и нанесён урон врагу.

Награждение в каждом классе могло производиться повторно за вновь совершенный подвиг до четырёх раз. При повторном награждении медалью одной и той же степени на ленту медали крепился металлический поясок. Поясок имеет вид гладкой матовой пластинки с полированными краями и тиснением посредине в виде дубовых листьев. В зависимости от степени медали, поясок изготавливался из золота, серебра или бронзы.
Однако в годы Великой Отечественной войны правило «пояска» не соблюдалось и повторно вручались медали одной степени.

## Описание медали

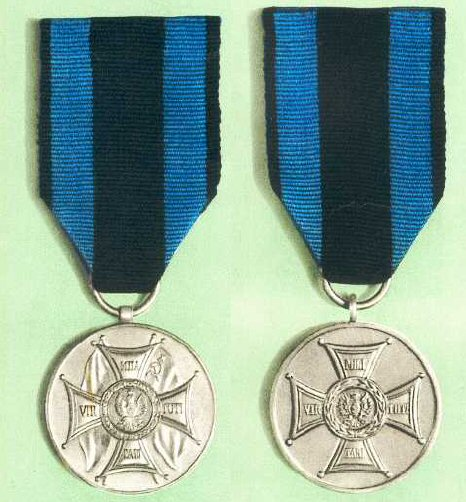
Серебряная медаль первого и второго вариантов

Существует два варианта медали «Заслуженным на поле Славы».
Описание первого варианта утверждено распоряжением Главного командования 1-го Польского корпуса в СССР от 6 ноября 1943 года, описание второго варианта утверждено Декретом Польского комитета национального освобождения от 22 декабря 1944 года.
Медаль производилась на Краснокамском монетном дворе под производственным наименованием «Польскому патриоту».
Медаль «Заслуженным на поле Славы» круглая диаметром 40 мм.
На лицевой стороне медали помещено изображение военного ордена Виртути Милитари на фоне скрещенных Государственных флагов Польши и СССР — символа братства по оружию двух стран. Изображение орла в центре орденского знака с короной над головой. На оборотной стороне медали в центральной её части в прямоугольной рамке, обрамлённой венком их лавровых ветвей, помещена надпись в шесть строк: «ZASŁUŻONYM / NA POLU / CHWAŁY / 12-13.X / 1943 / LENINO».
Размеры рамки, в которую помещена надпись, 24×20 мм. Все надписи и изображения на медали выпуклые.
С обеих сторон медаль обрамлена узким бортиком.
Выпущено было медалей «„Заслуженным на поле славы“ 1943 Ленино» Краснокамским монетным двором:
- 16 золотых
- 835 серебряных
- 2177 бронзовых.

Медаль "Заслуженным на поле славы" с датой "1944" на реверсе изготавливалась тремя производителями.
Второй вариант медали «Заслуженным на поле Славы» (производственное название «За боевые заслуги») аналогичен первому, с той лишь разницей, что:
- на лицевой стороне медали отсутствует изображение Государственных флагов и орел, изображённый в центре военного ордена «Виртути милитари», без короны;
- на оборотной стороне медали в рамке отчеканена надпись в четыре строки: «ZASŁUŻONYM / NA POLU / CHWAŁY / 1944».

Первый вариант медалей «Заслуженным на поле Славы. Ленино» изготавливался из золота, серебра и бронзы.
Второй, «1944», только их серебра и бронзы. При этом ушко медали и кольцо у бронзовых медалей изготавливались как из бронзы, так и из меди.
Медалей «Заслуженным на поле славы. 1944» на Краснокамском монетном дворе, согласно архивной документации, отчеканено:
- 3328 серебряных и 2 полуфабриката;
- 8613 бронзовых и 50 полуфабрикатов.

В верхней части медали имеется ушко с кольцом, при помощи которого медаль соединяется с лентой.
Лента медали «Заслуженным на поле Славы» шёлковая муаровая чёрного цвета с двумя продольными полосами синего цвета по бокам. Ширина ленты 42 мм, ширина полос 10 мм.
Медаль «Заслуженным на поле Славы» носится на левой стороне груди в следующей последовательности: золотая — после Креста Храбрых, серебряная — после серебряного креста Заслуги, бронзовая — после бронзового креста Заслуги.
После Второй мировой войны медаль первого варианта — «Заслуженным на поле славы. Ленино» производилась из серебра (2000 экземпляров) и бронзы (6000 экземпляров) частным польским производителем Грабским (Grabsky). От медалей Краснокамского монетного двора они отличаются, в том числе, четверками с наклоненной перекладиной в дате «1944».
Отличительной особенностью штампа медалей «Заслуженным на поле Славы. Ленино» от фирмы Грабского (Grabsky) является выпуклая точка («бородавка») на правом знамени напротив слога «TARI». Её отсутствие является признаком поддельности медали.
Медаль «Заслуженным на поле славы. 1944» (второй вариант) с 1946 по 1951 производилась частной фирмой инженера Добровольского «CARITAS», Варшава.
Им было выпущено 20 тысяч медалей второй степени из серебра и посеребренного томпака и 30 тысяч бронзовых, третьей степени.
Серебряные медали от «CARITAS» были выпущены двумя малыми партиями с весом медалей по 28 грамм и 42 грамма, остальные выпуски имели вес в пределах 33-36 граммов в зависимости от материала.
Данные медали отличаются от медалей Краснокамского монетного двора деталями изображения орла.
С 1951 года медали второго варианта «Заслуженным на поле славы 1944» выпускались Варшавским монетным двором — Варшавской менницей, в том числе в позолоченном варианте. Однако вручение «золотых» медалей не осуществлялось, серебряные и бронзовые вручались к юбилеям Победы, после 1989 года их запасы были вынесены с менницы и распроданы.
Медаль Варшавской менницы отличается рисунком орла, некоторые медали на реверсе имеют клеймо «WM» — Варшавская Менница.